# Rildo
Pour les articles homonymes, voir Menezes.
Rildo da Costa Menezes ou tout simplement Rildo (né le 23 janvier 1942 à Rio de Janeiro et mort le 16 mai 2021 à Los Angeles) est un ancien joueur et entraîneur de football brésilien.